# Julius Ferdinand Wollf
Julius Ferdinand Wollf (* 22. Mai 1871 in Koblenz; † 27. Februar 1942 in Dresden) war ein deutscher Journalist, Publizist und Zeitungsverleger. Er war von 1903 bis 1933 Chefredakteur und Mitverleger der Tageszeitung Dresdner Neueste Nachrichten.

## Leben

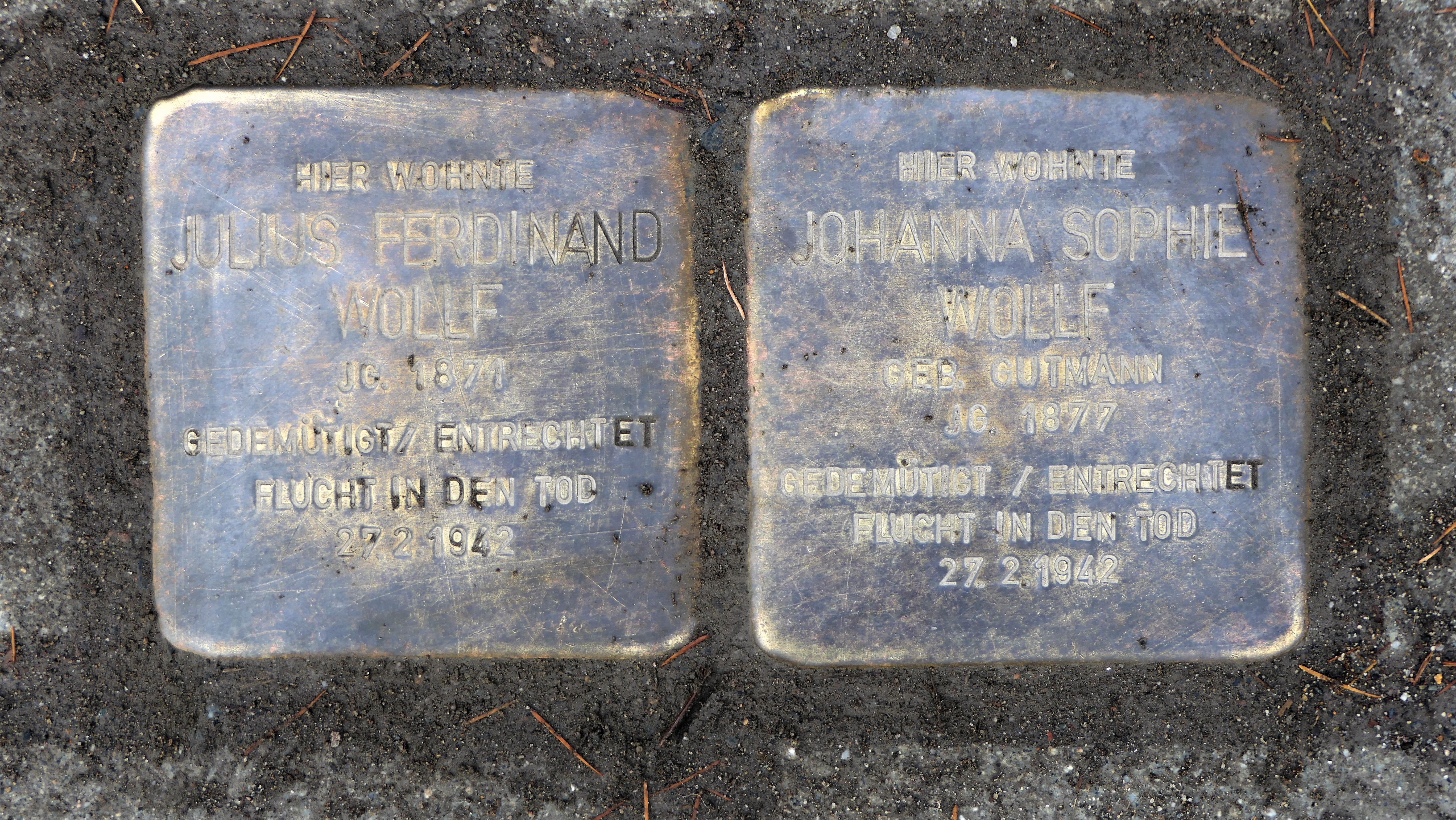
Stolperstein für Julius Wollf und seine Frau Johanna in Dresden

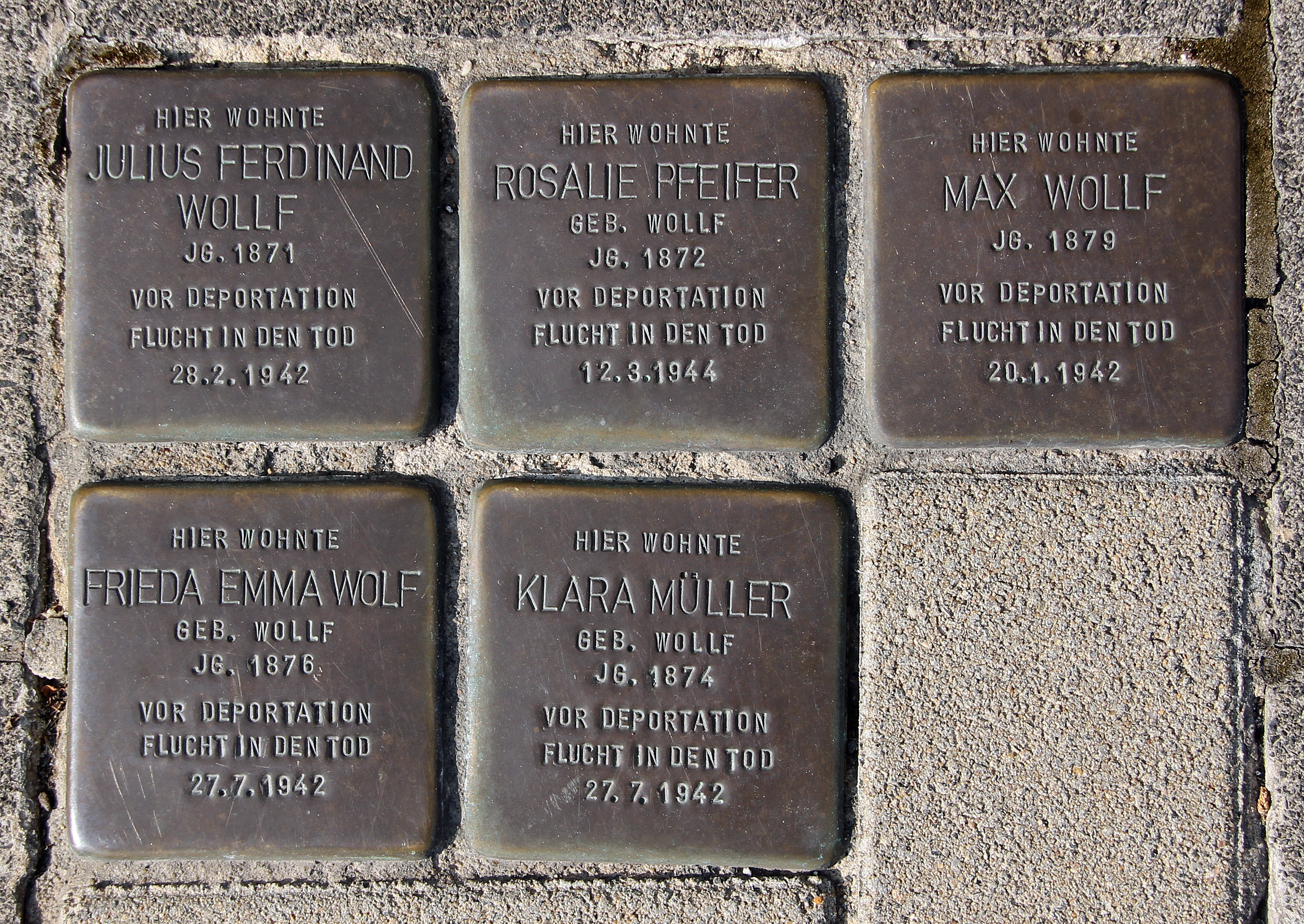
Stolpersteine für Julius Wollf und seine Geschwister in Koblenz

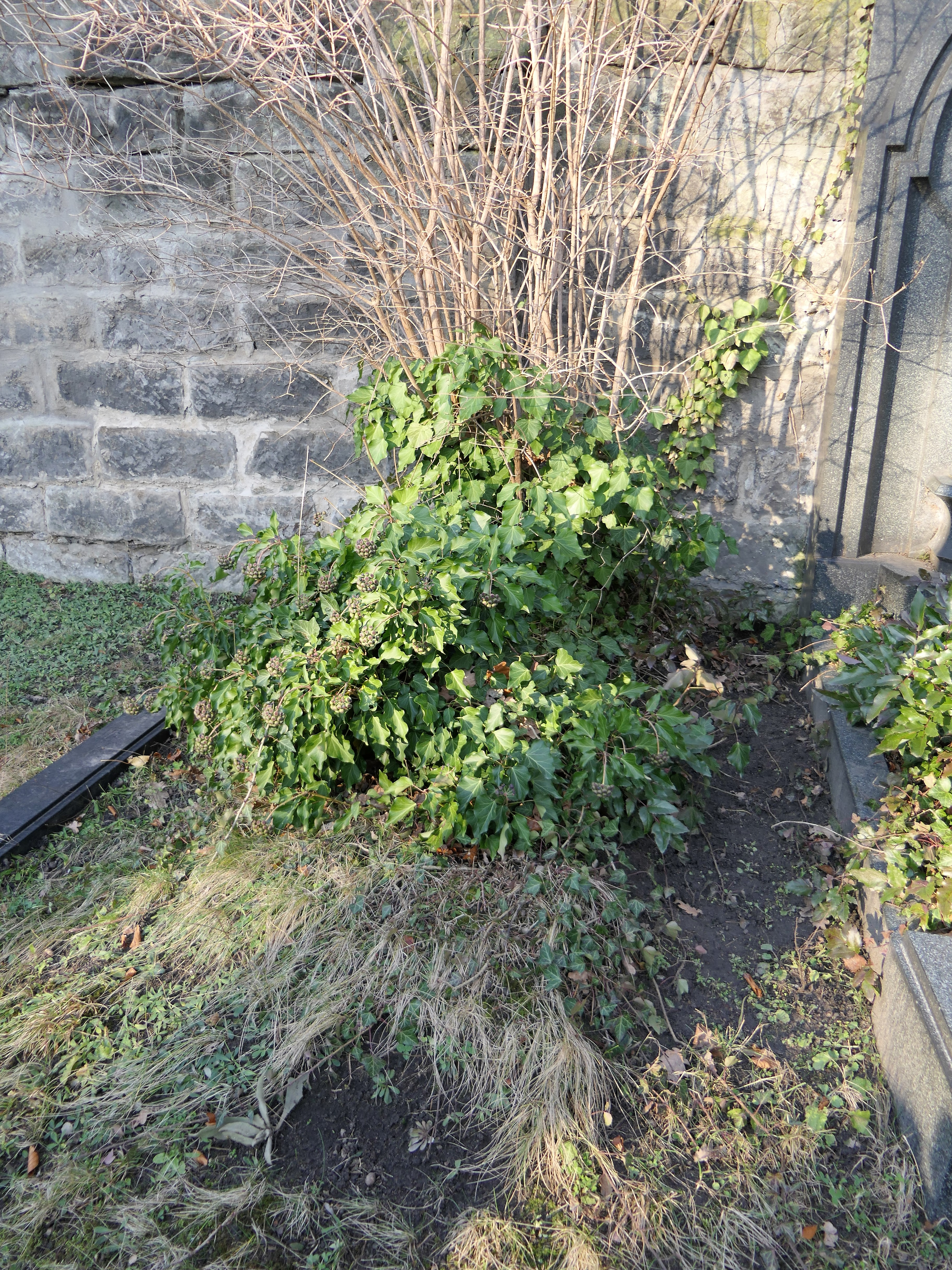
Grab von Julius Wollf, seiner Frau Johanna sowie seinem Bruder Max auf dem Neuen Jüdischen Friedhof in Dresden

Julius Wollf wurde als erster von fünf Geschwistern in Koblenz geboren. Seine Eltern waren der jüdische Kaufmann und Weinhändler Ferdinand Wollf und Marianne Wollf, geb. Kleineibst, jüngerer Bruder war der studierte Kaufmann Max Wollf, sein Vetter der Dramaturg und Schriftsteller Karl Wollf.
Nach Abschluss des Gymnasiums in seiner Heimatstadt studierte er in Koblenz Philosophie, Geschichte, Volkswirtschaft sowie Kunst- und Literaturgeschichte. Anschließend war er als Dramaturg am Theater in Karlsruhe tätig. 1899 ging er nach München und arbeitete für die Münchner Zeitung.
Bereits 1903 ernannte ihn der Herausgeber August Huck zum Geschäftsleiter der Dresdner Niederlassung, die die zehn Jahre zuvor gegründeten Dresdner Neueste Nachrichten (DNN) herausgab. Der Theaterkritiker Wollf übernahm alsbald die Chefredaktion. Fast 30 Jahre leitete Julius Ferdinand Wollf als Chefredakteur und Mitherausgeber die DNN.
Karl August Lingner und Gustav Stresemann gehörten zu seinem Freundes- und Bekanntenkreis. Er vertrat nationale und liberale Positionen. Mit seiner Zeitung förderte er in besonderem Maße die Kunst- und Theaterkritik sowie die Volkshygiene. So war er auch an der Gründung des Deutschen Hygienemuseums 1912 und der Durchführung der ersten Welthygieneausstellung von 1911 maßgeblich beteiligt.
Der sächsische König Friedrich August III. verlieh ihm 1916 den Professorentitel, 1918 erhielt er das Sächsische Kriegsverdienstkreuz. Wollf war Mitglied im Verband Sächsischer Industrieller und im Verein Deutscher Zeitungsverleger (VDZV), dessen erster stellvertretender Vorsitzender er 1928 war.
Wollf war 1930 stellvertretender Vorsitzender des Rotary Clubs Dresden, dem 51 Mitglieder, darunter der sächsische Ministerpräsident, Minister, Präsidenten, Generaldirektoren, Professoren angehörten.
Nach Machtergreifung der Nationalsozialisten 1933 wurde Wolff, der Christ jüdischer Abstammung war, zunehmend Repressalien und Demütigungen ausgesetzt und schließlich am 31. März 1933 aus dem Amt als Chefredakteur der DNN sowie aus dem Vorstand des Hygienemuseums gedrängt. Lange hatte Wollf die Gefahren unterschätzt und sogar seine Mitarbeiter aufgerufen, Mitglied der NSDAP zu werden, damit mehr anständige Leute diese unterhöhlen, wie Karl Laux in seiner Autobiographie berichtet. Diesen Irrtum musste er bald am eigenen Leben erfahren.

Am 30. März 1933 schrieb Victor Klemperer in sein Tagebuch: 

„Gestern jämmerliche Erklärung der ‚Dresdner NN‘ ‚in eigener Sache‘ ‚Sie seien zu 92,5 Prozent auf arisches Kapital gestützt, Herr Wollf, Besitzer der übrigen 7,5 Prozent, lege Chefredaktion nieder […]“

In seiner zunehmenden Not infolge des Berufsverbotes verkaufte er 1935 ein Gemälde des bulgarischen Malers Jules Pascin an den Kunsthändler Hildebrand Gurlitt. Zudem litt er an einem Augenleiden und erblindete weitgehend.
Julius Wollf und seine Ehefrau Johanna Sophie, geb. Gutmann, die am 18. Oktober 1877 in Mannheim geboren wurde, entschieden sich mittels Gift in den Tod zu flüchten. Er verstarb am 27. Februar 1942 in Dresden.
Wenige Wochen zuvor, am 20. Januar 1942 hatte sich bereits sein Bruder Max Wollf, der als kaufmännischer Leiter im Verlag der DNN tätig war, das Leben genommen, indem er sich im Haus der Wollfs erhängte.
Karl Wollf, Vetter von Julius Wollf, wurde 1935 als Dramaturg am Staatstheater Dresden entlassen und flüchtete im Juni 1942 über Frankreich nach London.
Das Grab für Julius Wollf sowie seine Ehefrau und seinen Bruder Max befindet sich auf dem Neuen Jüdischen Friedhof in Dresden.
Im Jahre 2007 verlegte der Kölner Künstler Gunter Demnig für Julius Wollf und seine vier Geschwister Frieda, Klara, Rosalie und Max Stolpersteine vor ihrem Geburtshaus in Koblenz. 2016 wurden ferner auch Stolpersteine für Julius Wollf und seine Ehefrau Johanna vor seinem ehemaligen Wohnhaus in Dresden mit Patenschaft durch die heutige DNN verlegt.

## Werke
- Julius Ferdinand Wollf, Badisch Blut : historisches Versspiel in 1 Akt, 1902.
- Julius Ferdinand Wollf, Theater – Aus zehn Dresdner Schauspieljahren, Erich Reiss Verlag, Berlin, 1913.
- Julius Ferdinand Wollf: Lingner und sein Vermächtnis. Hegner, Hellerau 1930.